# Lippenberg
De Lippenberg is een heuvel in het noordelijk deel van het Heuvelland in de Nederlandse provincie Limburg met een hoogte van 103,5 meter boven NAP. De heuvel is gelegen nabij het dorp Puth aan het westelijke uiteinde van het Plateau van Doenrade en maakt deel uit van een reeks hellingen tussen dit plateau en het dal van de Geleenbeek.
De Lippenberg ligt vlak ten noorden van Puth en ten zuidoosten van Munstergeleen. De heuvel wordt van Puth gescheiden door het Putherveld, een laagte die door verschillende grubben waaronder de Steengrub en de Puthergrub wordt gevormd. Munstergeleen ligt aan de voet van de Lippenberg, circa vijftig meter lager in het Geleenbeekdal. De heuvel bestaat geheel uit landbouwgronden. Er zijn verder graften en holle wegen te vinden. In tegenstelling tot de noordelijker gelegen Wanenberg is er geen hellingbos meer aanwezig.